# 2100
2100 рік — 2100 рік нашої ери, 100 рік 3 тисячоліття, 100 рік XXI століття (останній рік XXI століття), 10 рік 10-го десятиліття XXI століття, 1 рік 2100-х років. 2100 рік це невисокосний рік, що почнеться в п'ятницю за григоріанським календарем.

## Очікувані події
- 14 березня 2100 різниця між юліанським календарем («за старим стилем») і григоріанським календарем («за новим стилем») стане дорівнювати 14 дням (ця дата відповідає 29 лютого за юліанським календарем — дню, відсутньому в 2100 році за григоріанським календарем).
- Популяція імператорських пінгвінів може скоротитися на 95 відсотків до 2100 року внаслідок глобального потепління.[1]
- Очікується підвищення рівня Карибського моря на 86,36 см.[2]